# Manimiërs
De Manimiërs waren een Oost-Europese volksstam, beschreven door Tacitus in Germania (43) als een van de machtigste stammen van de federatie van de Lugiërs. Dit is de enige vermelding die het volk uit haar eigen tijd kreeg.
Onduidelijk is of de Lugiërs en de Manimiërs van Germaanse, Keltische, Venetische of gemengde oorsprong waren. De Lugiërs waren in de eerste eeuw na Chr. gevestigd aan de bovenlopen van de Oder en de Weichsel; de Manimiërs hadden hun woongebied derhalve in een deel van deze landen.
Alemannen · Ambivarieten · Ambronen · Ampsivaren · Angelen · Angrivariërs · Asdingen · Baemi · Bajuwaren · Bastarnen · Bataven · Bourgondiërs · Bructeren · Cananefaten · Chamaven · Chasuarii · Chatten · Chattuarii · Chauken · Cherusken · Cimbren · Cugerni · Dulgubnii · Fosi · Franken · Frisii · Gepiden · Goten · Harii · Helisiërs · Hermunduren · Herulen · Juten · Lakringen · Lemoviërs · Longobarden · Lugiërs · Manimiërs · Marcomannen · Marobudui · Marsi · Mattiakken · Naharvalen · Nemeten · Nerviërs · Ostrogoten · Quaden · Rugiërs · Saksen · Semnonen · Silingen · Sitones · Skiren · Sueben · Sugambren · Suiones · Tencteren · Teutonen · Toxandriërs · Triboken · Tubanten · Tudri · Tungri · Ubiërs · Usipeten · Vandalen · Vangionen · Visigoten · Volcae · Warnen
Germani cisrhenani:
Caerosi · Condrusi · Eburonen · Paemani · Segni
Stamverenigingen:
Herminones · Ingvaeones · Istvaeones